# Villa Sanagasta
Villa Sanagasta é uma cidade da Argentina e capital do departamento Sanagasta, província de La Rioja . Está localizada na porção central da província, a 20 quilômetros da capital provincial La Rioja. 

## Turismo
- Antiga “cuesta de Huaco”, que vai do “Valle de Huaco” pelo “camino de cornisa”
- A 16 km do "Dique Los Sauces", lugar onde se pratica pesca desportiva e passeios de lanchas, além de várias residências de veraneio
- Virgencita India, que é levada em peregrinação na última sexta-feira de setembro até à capital da província
- Balneário Municipal
- plantações de nogueiras, pessegueiros, figueiras  e videiras.
- Quebrada de Salamanca, com um oco natural no monte
- Quebrada de Angulo, a 2 km
- Colinas arredondadas "Los Tres Camellos" (a 6 km)  e "La Pollera Gitana", a 10 km